# Sergej Lvovič Levickij

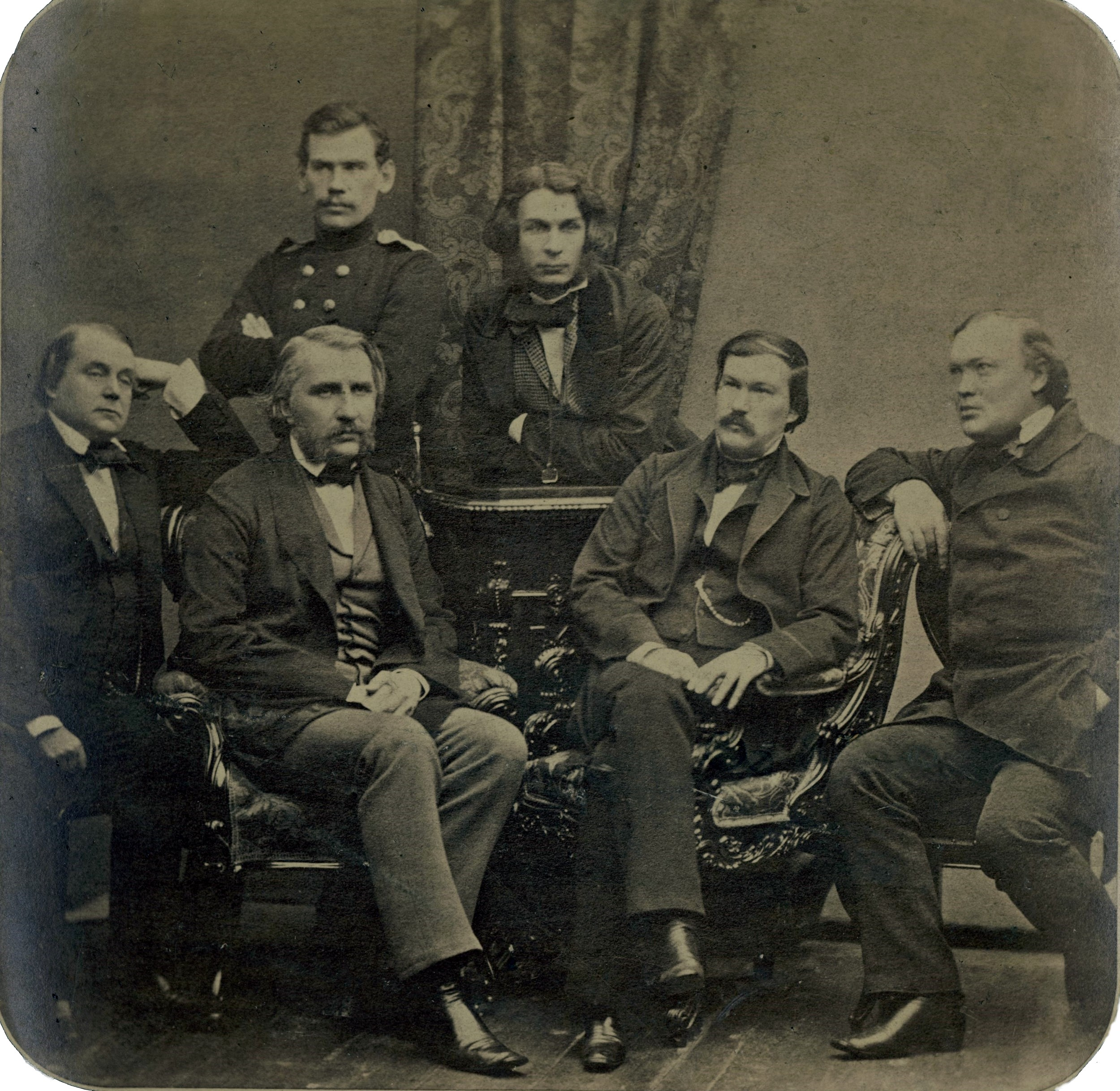
Skupinový portrét ruských spisovatelů časopisu Современник (Současník) I. Gončarov I. Turgeněv, L. N. Tolstoj, Dmitrij Grigorovič, Alexandr Vasiljevič Družinin a Alexandr Ostrovskij

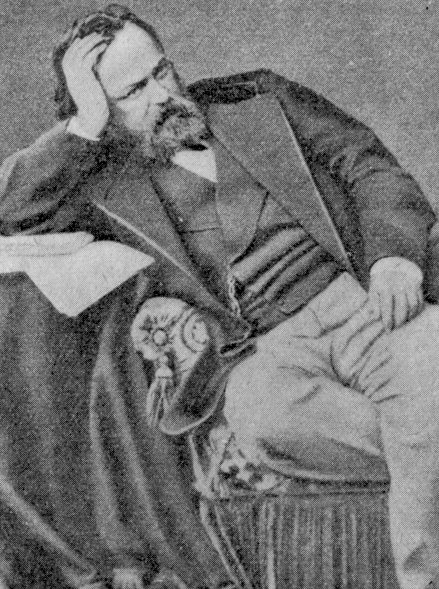
Sergej Lvovič Levickij: Alexandr Ivanovič Gercen, 1860 (soukromá sbírka Alexeje Loginova)

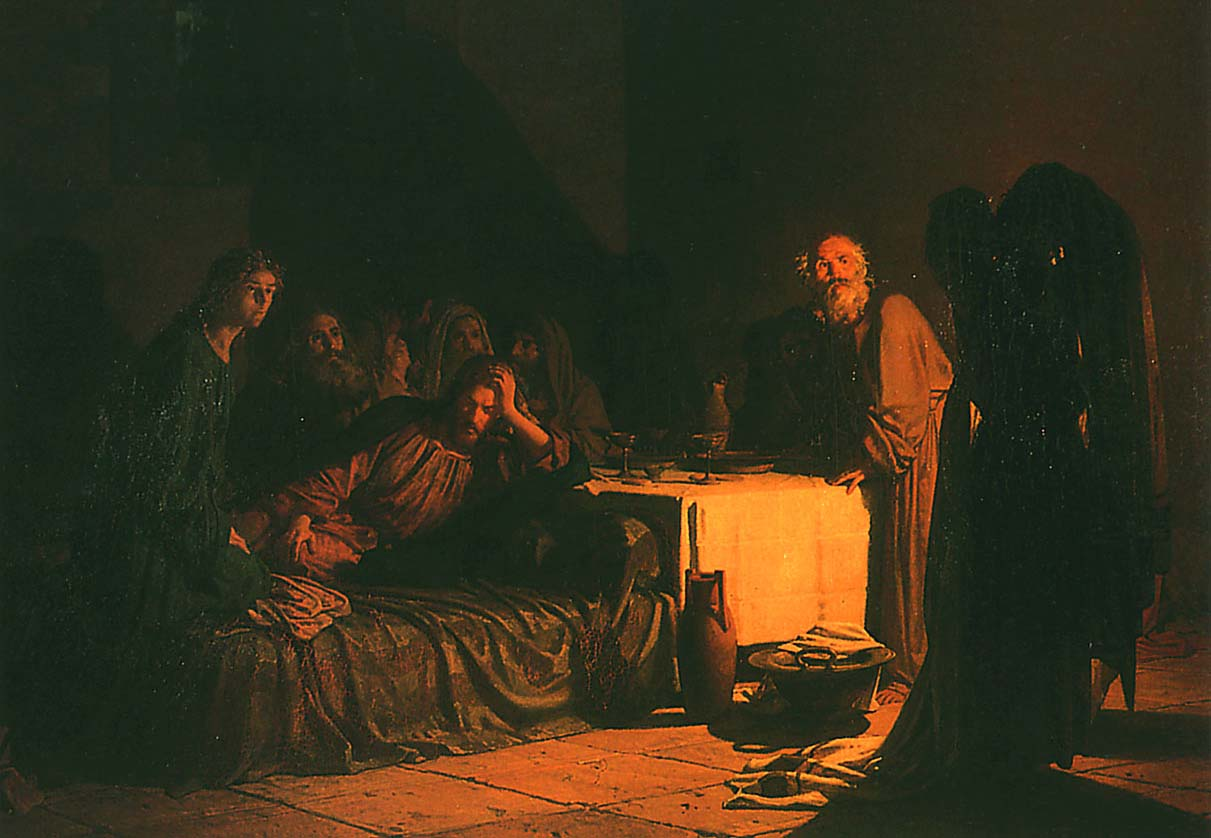
Nikolaj Ge: Poslední večeře (1863), ve kterém pro Krista využil pózu z portrétu Alexandra Gercena

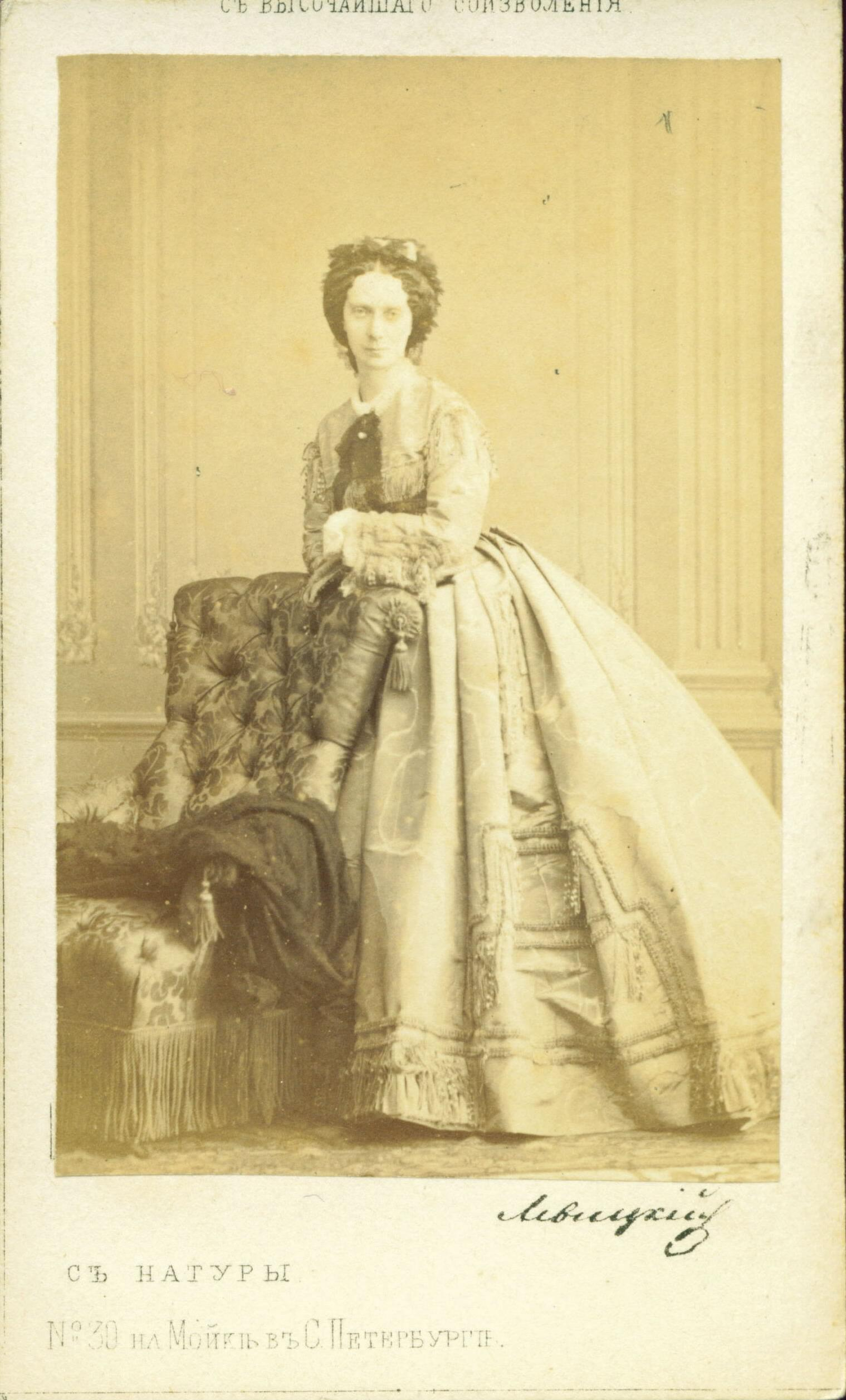
Carevna Marie Alexandrovna, 1855 (Di Rocco Wieler Private Collection, Toronto, Kanada)

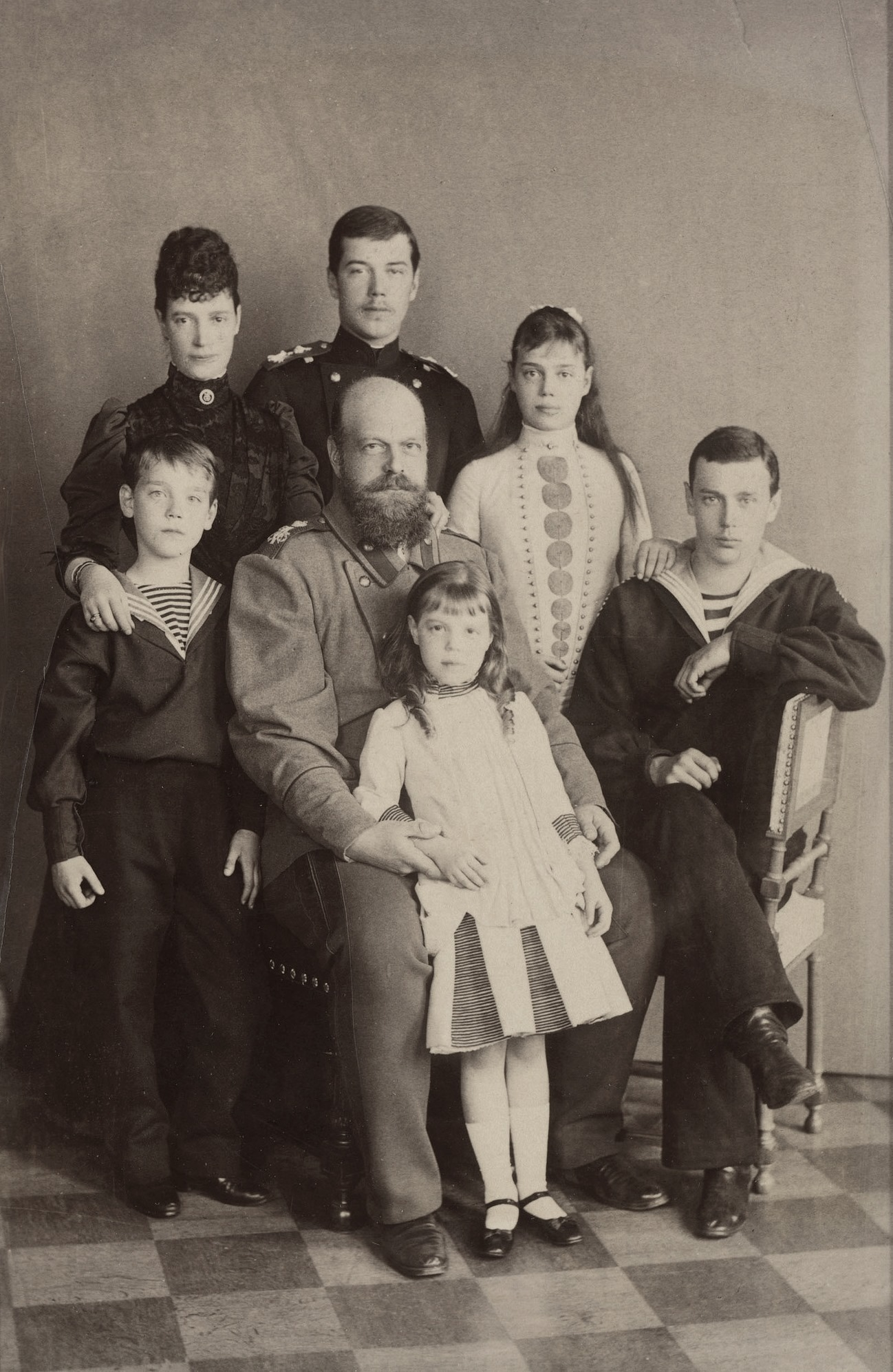
Rodina císaře Alexandra III. Alexandroviče

Sergej Lvovič Levickij (rusky Сергей Львович Львов-Левицкий; 1819 Moskva – 1898) byl portrétní fotograf, vynálezce a inovátor, jeden z prvních ruských fotografů vůbec. V Petrohradu vlastnil nejstarší a nejznámější fotoateliér. Je autorem několika technických vylepšení v technice fotografie. Jako jeden z prvních využíval umělé osvětlení, zabýval se ostrostí, používal fotografické měchy, jako jeden z prvních používal zaměnitelný dekor na malovaném fotografickém pozadí, retušoval negativy, které také používal na montáž. Vícekrát zvítězil na mezinárodních výstavách.

## Životopis
Narodil se v aristokratické rodině v Moskvě. Na žádost rodičů vystudoval Právnickou fakultu Moskevské státní univerzity M. V. Lomonosova. Posléze působil na ministerstvu vnitra a díky svým jazykovým znalostem se zúčastnil jako člen vládní komise pro studium složení a terapeutické vlastnosti minerálních vod na Kavkaze. Na této misi v roce 1843, spolu s německým chemikem a botanikem Carlem Juliem Fritzschem naučil základům daguerrotypie a naučil se používat fotoaparát a optiku značky Chevalier, kterou Fritzche s sebou přivezl z Paříže. Fritzche byl spolupracovník katedry chemie Akademie věd.
Levickij ve 40. letech používal objektivy Charlese Chevaliera, které byly známé jako „Photographe à verres combinés“. Byly to dva k sobě slepené achromáty, které snižovaly čas potřebný k zachycení obrazu a měly také lepší zaostřovací schopnosti. Objektiv přinesl světelnost až 5,6 pro portrétování a jako bonus mohl být objektiv používán jako krajinářský objektiv.
V roce 1844 Sergej Levickij cestoval po Evropě, při které studoval fotografii. V Paříži se osobně setkal s vynálezcem Louisem Daguerrem a zdokonalil se v technické oblasti fotografického vývoje. Daguerre, který slyšel o talentovaném ruském fotografovi se s Levickým setkal srdečně rád a s velkým zájmem.
V roce 1847 zkonstruoval první fotoaparát s měchem, který významně zlepšil proces zaostřování. Tato úprava ovlivnila design kamer na celá desetiletí a stále se ještě používá u některých profesionálních fotoaparátů ve dvacátém prvním století.
V Paříži jako první zavedl zaměnitelné dekorativní pozadí, stejně jako retušování negativů ke snížení nebo odstranění technických nedostatků. Byl také prvním fotografem, který manipuloval s portrétovanými, osoba vystupovala v různých rolích a dokonce i v různých oblečeních (například portrétovaný sám hraje na klavír a sám poslouchá).
V roce 1843 nasnímal na Kavkaze město Pjatigorsk a krajiny na velké daguerreotypické desky 30×40cm a 24×30cm, které byly vystaveny v roce 1849 slavným pařížským optikem Chevalierem na pařížské výstavě Paris Exposition of the Second Republic jako reklama na jeho objektivy. Tyto fotografie obdržely na výstavě zlatou medaili, což bylo jedno z prvních ocenění, které bylo fotografii uděleno.
O několik let později Levickij napsal o tomto velkém úspěchu a uměleckém triumfu do ruského časopisu Fotografie (1864, č. 3-4), který „přivedl do jeho ateliéru v Paříži denně přibližně 1500 objednávek, z nichž mnohé nemohly být vyplněny“.
Levickij dokázal v praxi kombinovat přírodní a umělé osvětlení, díky němuž vytvořil zajímavé efekty, a jeho fotografie a mistrovství se staly uznávanými v celé Evropě.
Během této doby se Levickij stal jedním z prvních fotografů, kteří se snažili o vytvoření skutečných psychologických fotoportrétů. V Paříži pořídil sérii portrétů svého bratrance a spisovatele Alexandra Gercena. Nejvýznamnější byl jeho portrét spisovatele, jak se naklání v křesle - nezachycovala umělce v jeho přirozené pozici a držení těla, ale snažila se zachytit jeho podstatu jako přemýšlivého spisovatele, plné duševní únavy, hořkosti a zklamání.
Vytváření obrazů, které zachycovaly sentiment osobnosti bylo v souladu s ruským uměním poloviny devatenáctého století, stejně jako v literatuře, hudbě a divadle, kde se umělci snažili proniknout do duše člověka.
Tento obraz Gercena byl tak silný, že umělec Nikolaj Ge ze skupiny Peredvižniků použil pózu Gercena pro postavu Krista ve svém obraze Poslední večeře (1863). Nikolaj Ge vzpomínal: „chtěl jsem jet do Londýna, abych namaloval Gercenův portrét,... a on odpověděl na mou žádost velkým portrétem pana Levického“. Výsledná podobnost Krista na obrazu a Gercena na fotografií Levického komentoval tehdejší tisk jako "triumf materialismu a nihilismu". Je to poprvé kdy se fotografie stala hlavním výchozím bodem pro řešení ústřední postavy obrazu a začalo se mluvit o hlubokém vlivu, který fotografie bude mít později v umění a hnutí jako je například francouzský impresionismus.
V roce 1851 na výstavě v Paříži Levickij vyhrál historicky první zlatou medaili za portrétní fotografii.
V Pařížském studiu Levickij pořídil fotografie legendárních osobností, včetně amerického prezidenta Millarda Filmora (1800–1874) a evropské královské rodiny. Jeho studio bylo první zahraniční studio, kterému byl udělen titul dvorního fotografa francouzského císaře Napoleona III.
Jeden z prvních velkých fotografických ateliérů v Rusku byl ten, který vlastnil a provozoval Sergej Levickij. Založil jej po svém návratu z Paříže na podzim roku 1849 v Petrohradu s názvem Světopis (Светопись, Kresba světlem) 22. října 1849. Zde pořídil portréty ruských spisovatelů, výtvarníků a osobností veřejného života. Nejslavnější fotografie Levického je pravděpodobně skupinový portrét ruských spisovatelů - redaktorů časopisu Sovremennik (Современник – Současník): Ivan Alexandrovič Gončarov Ivan Sergejevič Turgeněv, Lev Nikolajevič Tolstoj, Dmitrij Vasiljevič Grigorovič, Alexandr Vasiljevič Družinin a Alexandr Nikolajevič Ostrovskij, který zrealizoval v roce 1856.
Levickij navrhl myšlenku osvěcovat předměty ve studiu umělým světlem pomocí elektrického osvětlení spolu s denním světlem. Dopředu tušil, že půjde o novinku, kterou fotografové budou používat, protože je jednoduchá a účelná.
Při výletě do Říma fotografoval Levickij skupinu prominentních ruských malířů a spisovatelů včetně Nikolaje Gogola, což bylo důkazem jeho dosaženého technického pokroku. Jeho portrét Gogola dodnes patří mezi známé portréty této osobnosti.
Tyto fotografie přinesly Levickému velké úspěchy a známost o jeho fotografickém studiu, které mohlo cestovat s daguerrotypickými přístroji až do domovů zákazníků.
Je považován za jednoho z nejlepších portrétních fotografů Ruska, ve svém ateliéru fotografoval čtyři generace rodu Romanovců. V roce 1877 mu byl udělen dvorní titul Fotograf jeho královské Výsosti.
Levickij je nejznámější portrétními fotografiemi předních umělců, spisovatelů a osobností veřejného života (mezi těmito významnými osobnostmi byli například Ivan Alexandrovič Gončarov, Ivan Sergejevič Turgeněv, Lev Nikolajevič Tolstoj, Dmitrij Vasiljevič Grigorovič, Alexandr Vasiljevič Družinin a Alexandr Nikolajevič Ostrovskij, Nikolaj Někrasov, Vladimir Sollogub, Fjodor Ivanovič Ťutčev, Pjotr Vjazemskij, Alexandr Strugovčikov, Vasilij Botkin, Ivan Panajev, Pavel Annenkov, Alexandr Ivanovič Gercen, Sergej Volkonskij.
Do devadesátých let bylo studio společným podnikem otce a jeho syna Rafaila Levického. Fotografie z této doby mají na rubu rozlišovací text Levickij a syn (Левицкий и сын).
V květnu 1878 byl v rámci Ruské technické společnosti (Русское Техническое общество) jedním ze zakladatelů oddělení Fotografie a její aplikace, které spolupracovalo s Dmitrijem Ivanovičem Mendělejevem a dalšími vědci, a experimentovalo s fotografováním při umělém světle.
Byl také redaktorem řady článků pro ruský magazín Fotografie a během svého života se aktivně podílel na organizaci národních a mezinárodních fotografických výstav. Napsal dvě memoárové monografie Vzpomínky starého fotografa (1892) a Jak jsem se stal fotografem (1896). Konkurentem na jeho úrovni ve své době byl Karl Bergamasko.
Sergej Levickij byl pohřben na Smolenském pravoslavném hřbitově v Petrohradě, jeho hrob se nezachoval.
Po smrti svého otce v roce 1898 pokračoval v rodinné tradici portrétního studia syn Rafail, pořídil slavné fotografie cara Mikuláše II. a carevny Alexandry a jejich dětí Olgy, Taťány, Marie a Anastázie a Alexeje Nikolajeviče.
Fotografie Romanovců byly tak populární, že si vyžádaly zvláštní reprodukované vydání nakladatelství Bon Marché.
Zatímco v Petrohradu studio stále fungovalo, Rafail začal tradici fotografování ruských herců a běžných obyvatel Ruska.
Studio se nacházelo na nábřeží řeky Mojky 30 (léta 1860), později na Něvském prospektu, 28 (1890) a nakonec v ulici Kazaňskaja 3 (1898, dům se nezachoval).
Levického petrohradské studio zůstalo v provozu až do roku 1918, kdy bylo Sověty uzavřeno.

## Dědictví
Odkazy Sergeje a Rafaila Levických byly během sovětské éry potlačovány, podobně jako se staly obětí aristokratický původ a vztahy k rodině Romanovců.
Během sovětské éry zněl oficiální vládní pohled na vývoj fotografie v Rusku v předrevolučním období takto: „V naší zemi, do Velké říjnové socialistické revoluce fotografický průmysl nebyl. Fotografické produkty se vyráběly jen v několika málo polořemeslných továrnách. Přestože naši krajané byli spojeni s mnoha zásadními vynálezy ve fotografii..., vládnoucí kruhy autokracie bránily rozvoji domácí fotografie jako fotoaparáty, desky, a fotografický papír se dovážely především ze zahraničí“.

## Galerie

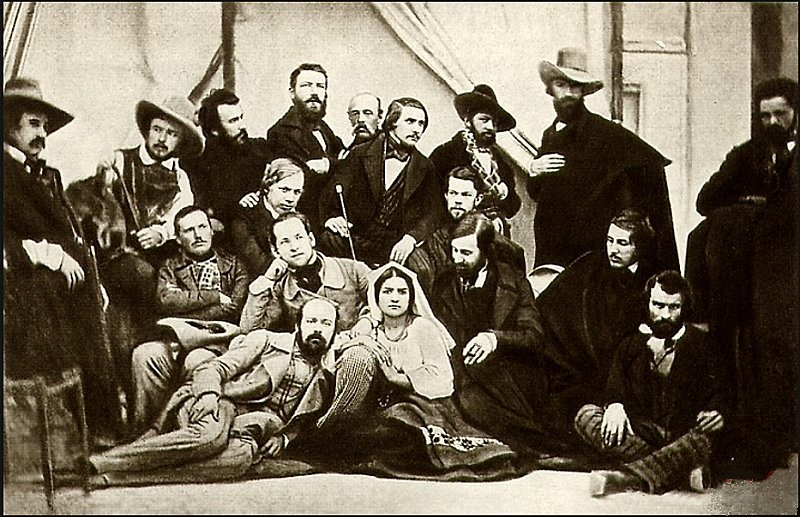
Nikolaj Vasiljevič Gogol ve skupině ruských umělců v Římě
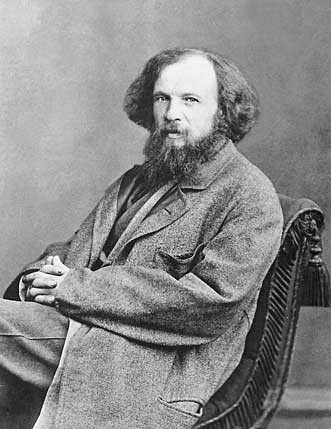
Portrét Dmitrije Ivanoviče Mendělejeva
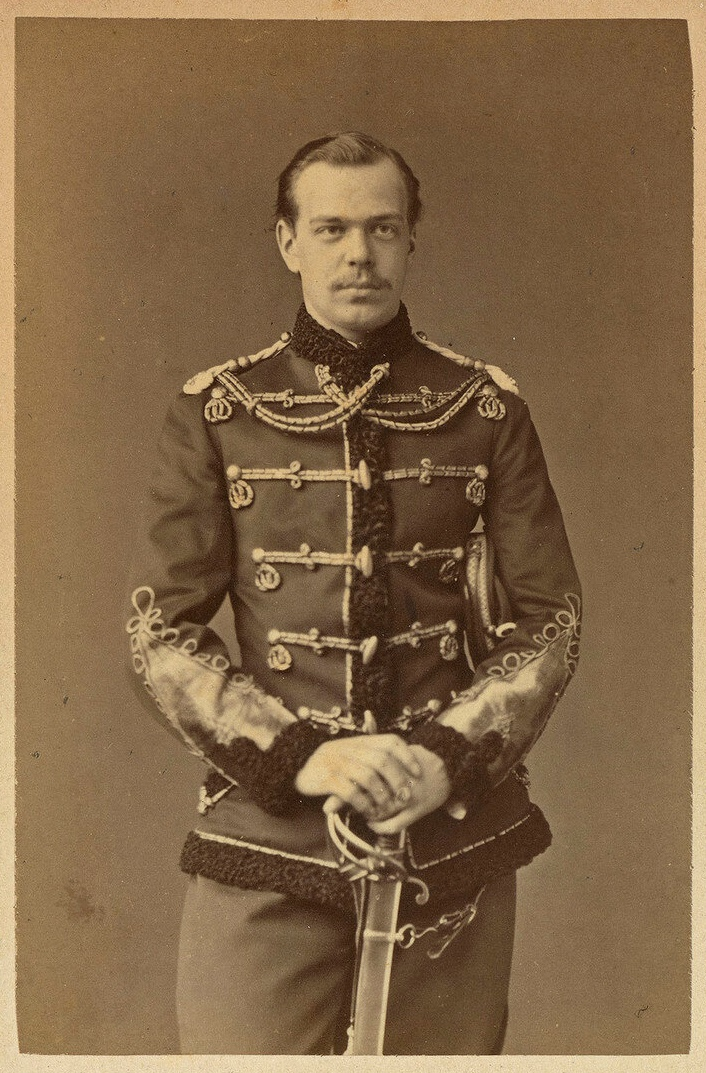
Alexandr III. Alexandrovič
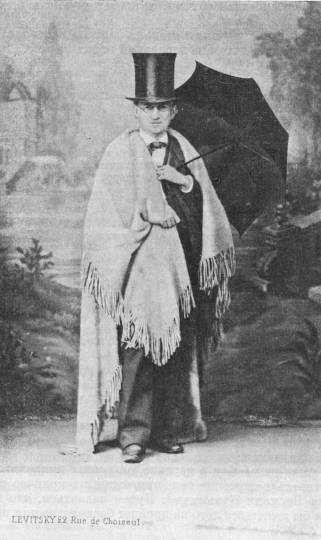
Fjodor Ivanovič Ťutčev v Paříži
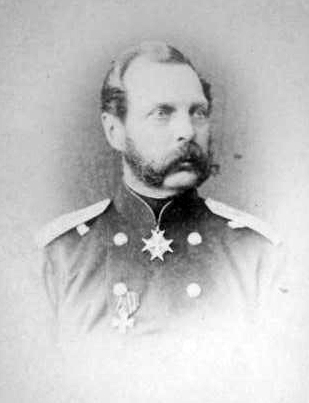
Alexandr II. Nikolajevič (1860) Di Rocco Wieler Private Collection, Toronto, Kanada
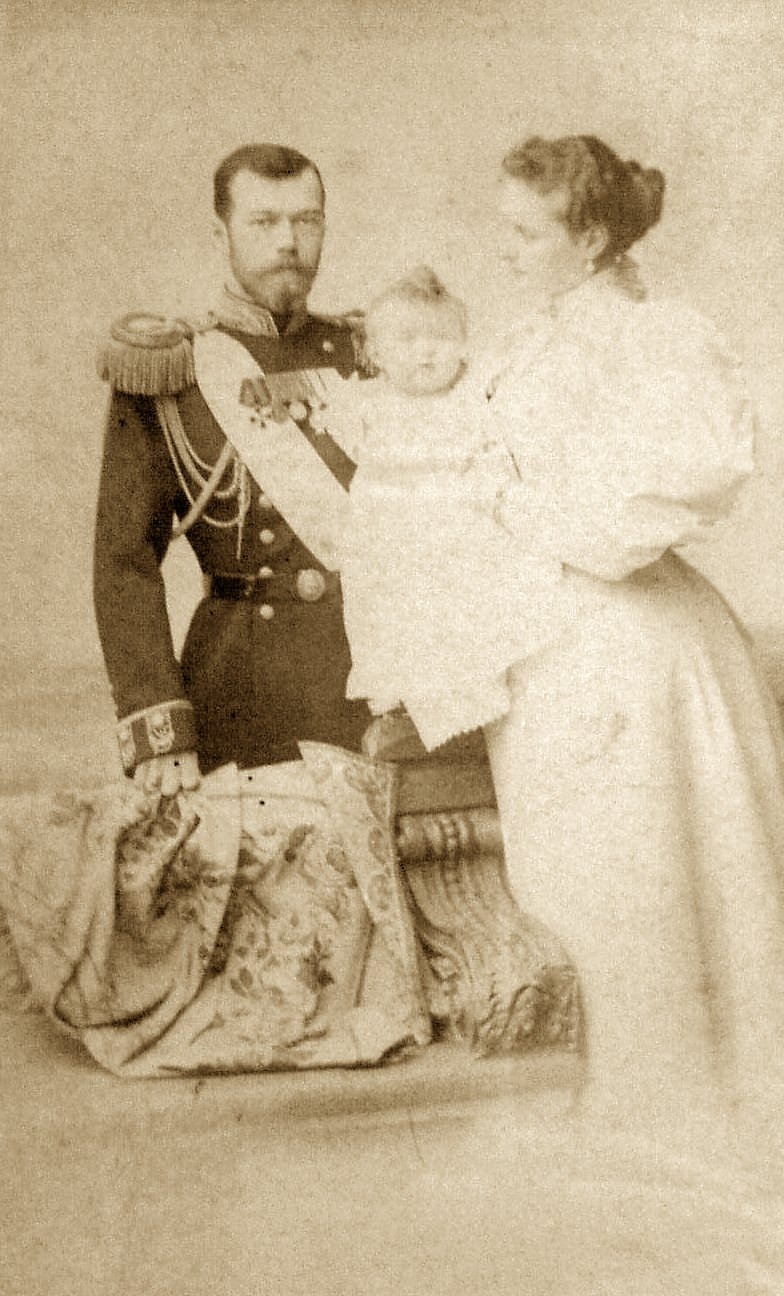
Car Mikuláš II. Alexandrovič s carevnou Alix Hesensko-Darmstadtskou a dcerou Olgou, (1896), Di Rocco Wieler Private Collection, Toronto, Kanada
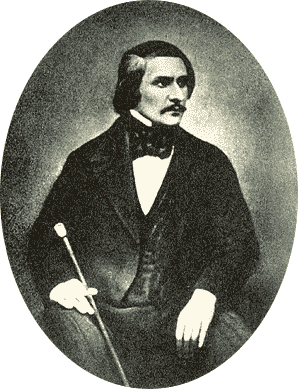
Nikolaj Vasiljevič Gogol, 1849
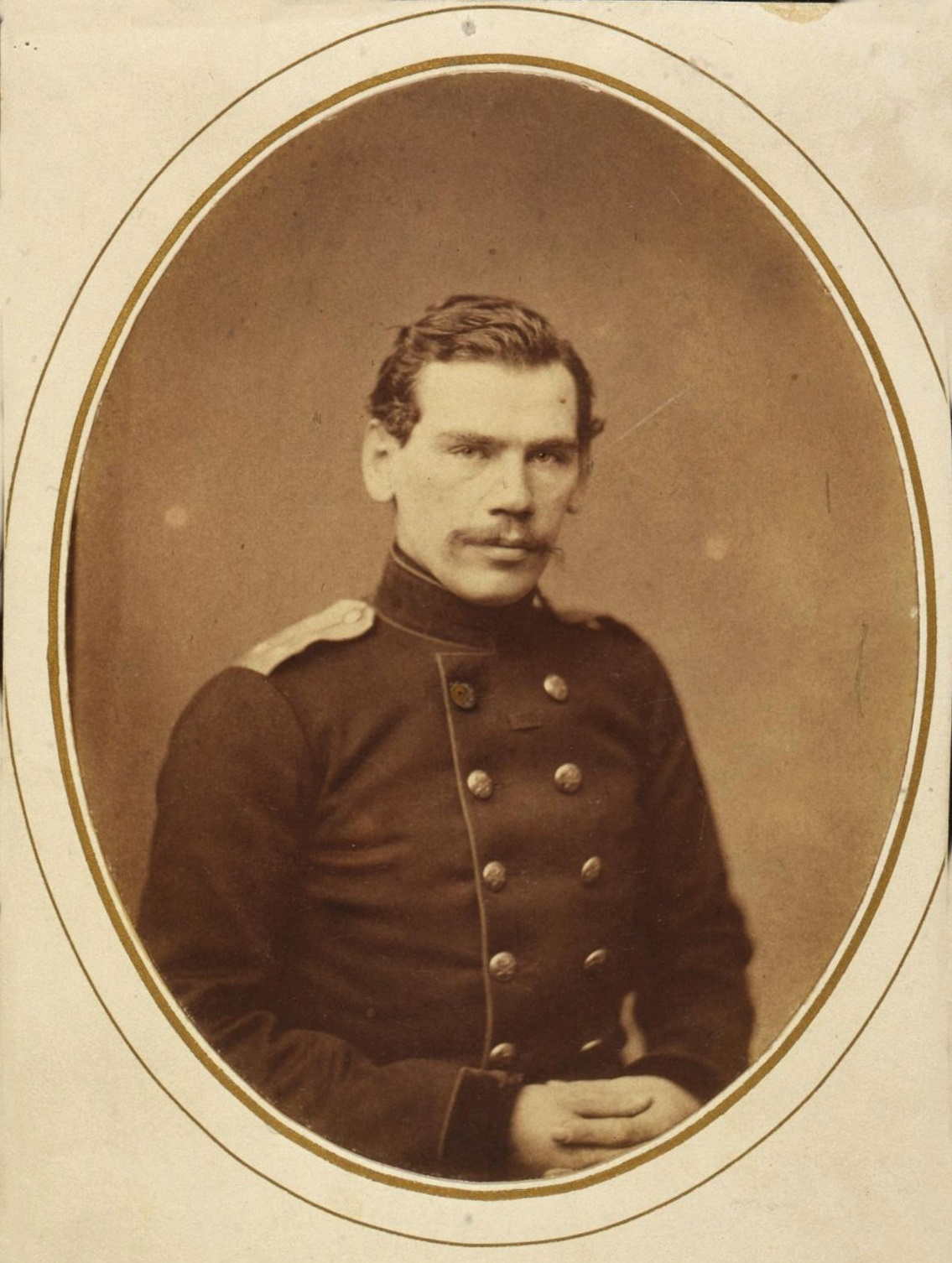
Lev Nikolajevič Tolstoj, 1856
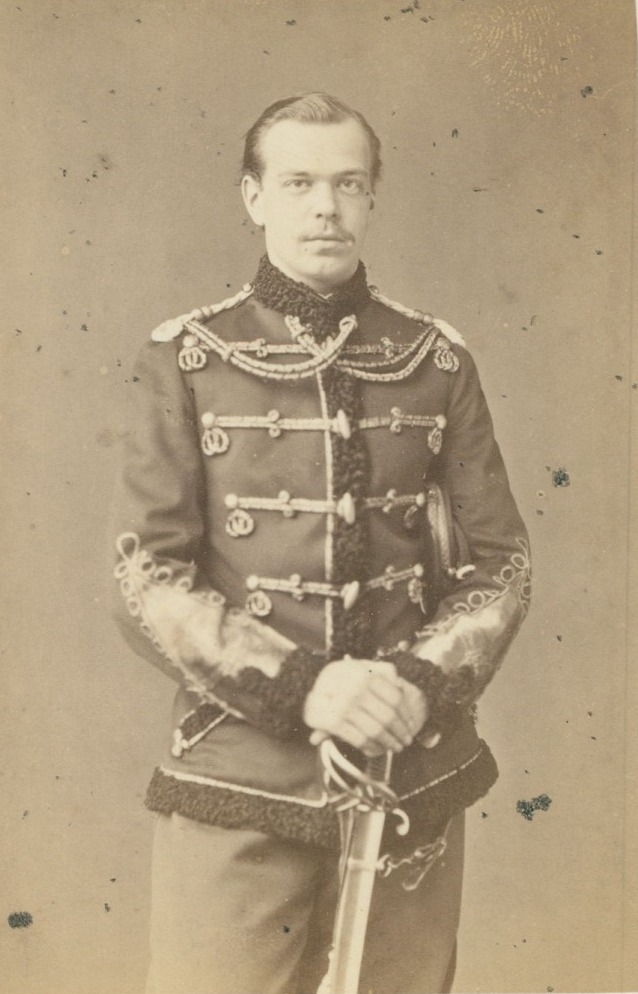
Alexandr III. Alexandrovič, 1865 (Di Rocco Wieler Private Collection, Toronto, Kanada)
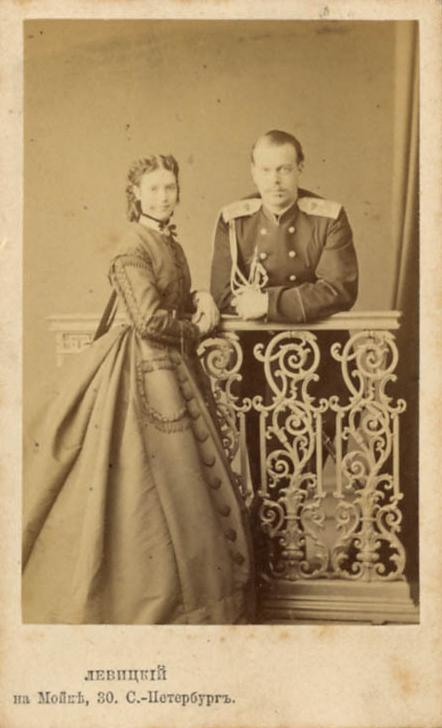
Alexandr III. a princezna Marie Sofie Dánská, 1865 (Di Rocco Wieler Private Collection, Toronto, Kanada)
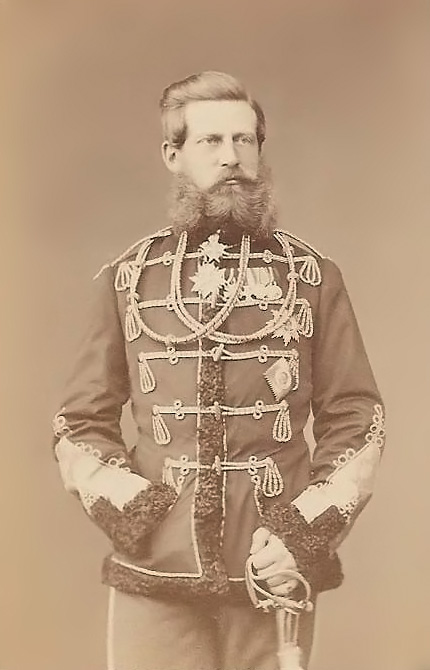
Korunní princ Fridrich III., 1870 (Di Rocco Wieler Private Collection, Toronto, Kanada)
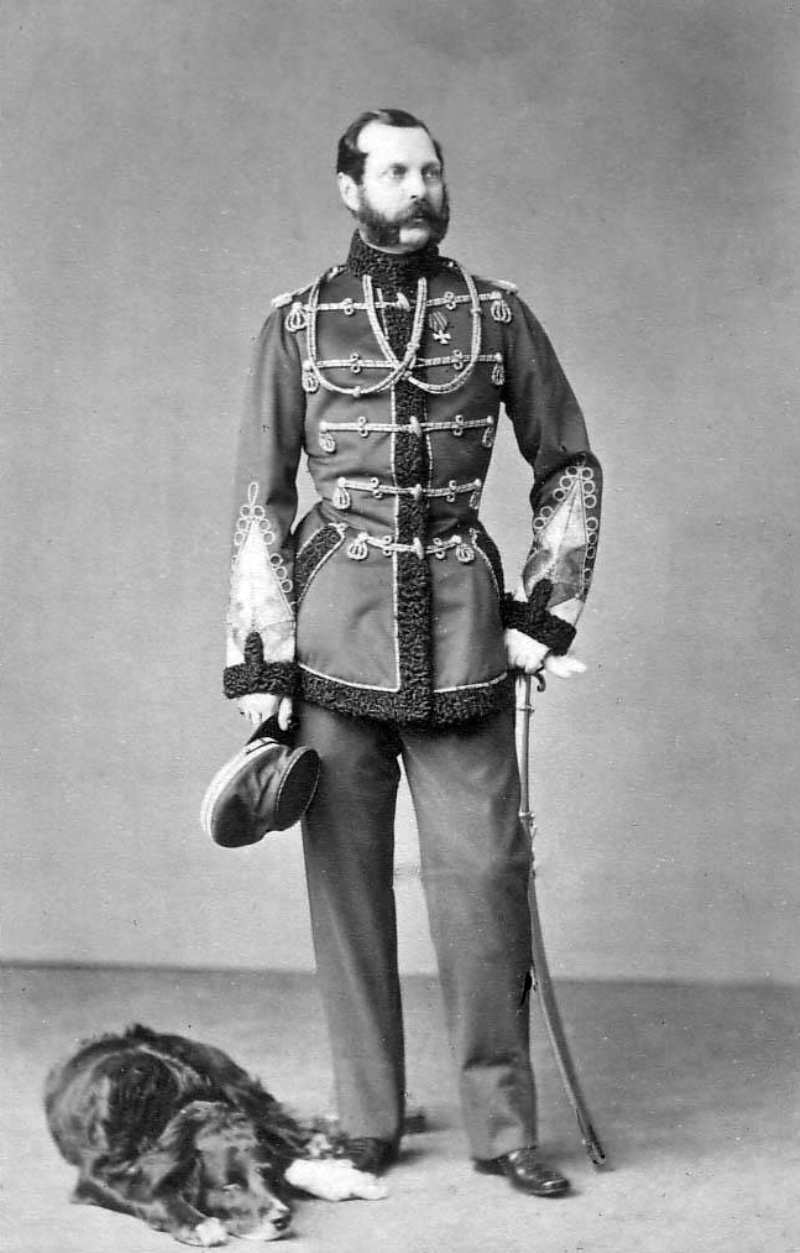
Alexandr II. a jeho pes Milord, 1870, (Di Rocco Wieler Private Collection, Toronto, Kanada)
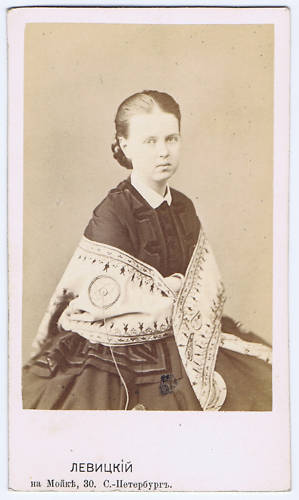
Velkokněžna Marie Alexandrovna, 1865 (Di Rocco Wieler Private Collection, Toronto, Kanada)
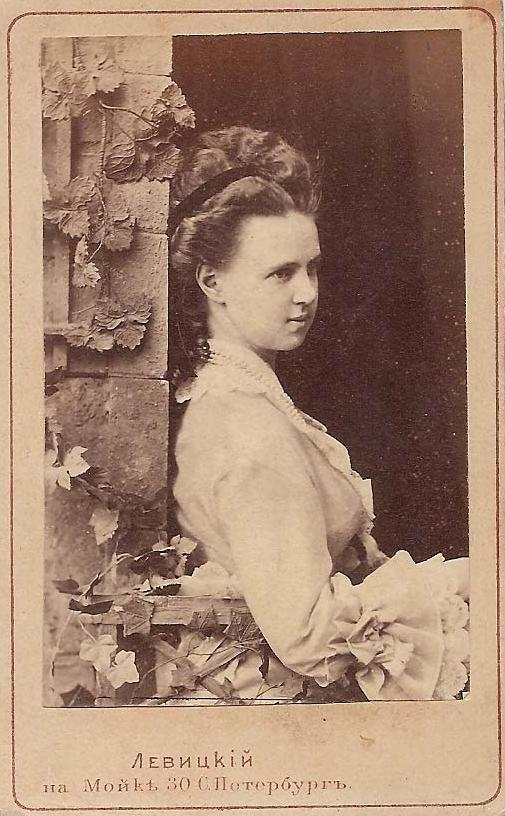
Velkokněžna Marie Alexandrovna, 1870 (Di Rocco Wieler Private Collection, Toronto, Kanada)
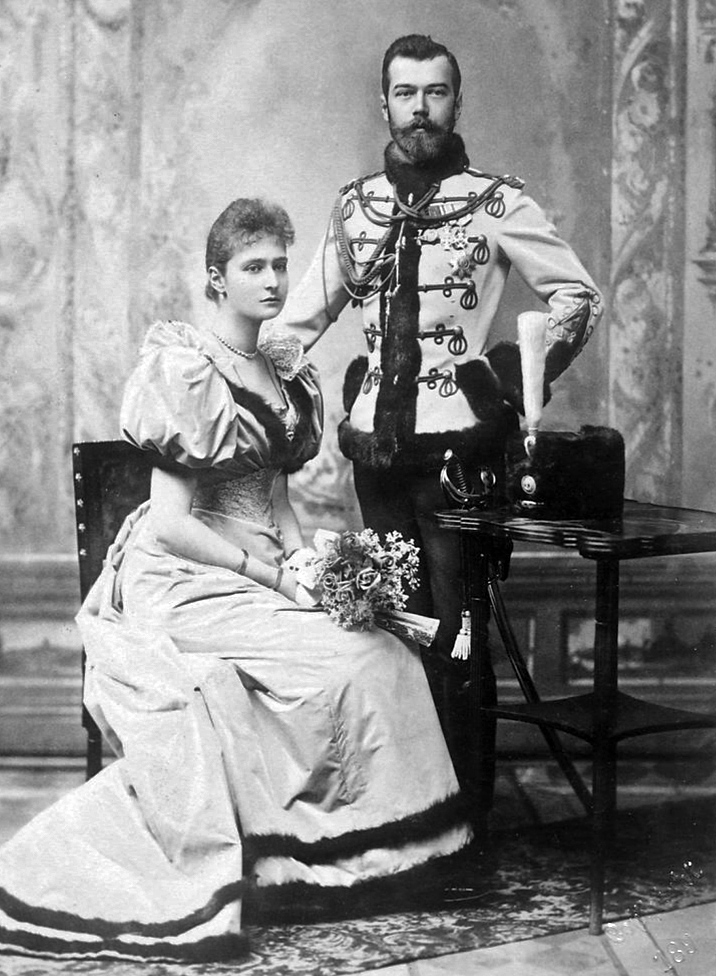
Oficiální zásnubní fotografie Mikuláše II. a Alexandry, duben 1894
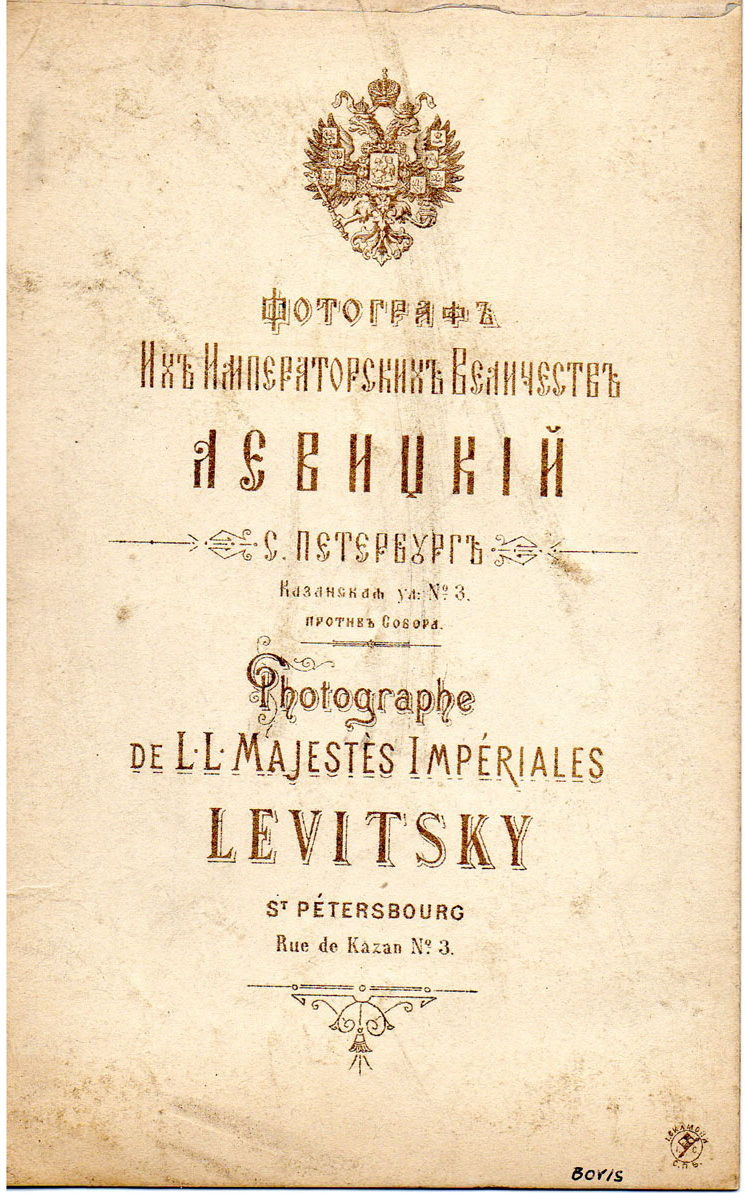
Sbírka fotografií Levického